# Niquero
Niquero là một đô thị ở tỉnh Granma của Cuba. Đô thị này nằm ở duyên hải của tỉnh này, giáp với vịnh Guacanayabo. Mũi Cruz (Cabo Cruz), mũi cực tây của tỉnh Granma nằm ở đô thị này. Đô thị Niquero được chia thành các barrio Belic, Gorito, Jagua, Norte, Platanito, Sevilla, Sur và Vicana.

## Dân số
Năm 2004, đô thị Niquero có dân số 41.252 người. Tổng diện tích là 582 km² (224,7 mi²), mật độ dân số là 70,9người/km² (183,6người/sq mi).